# شحنة جزئية

الشحنة الجزئية على جزيء الماء.

الشحنة الجزئية على مركب كلور الإيثان وعلى كاشف من كواشف غرينيار.

الشحنة الجزئية وهي شحنة كهربائية غير كاملة تحملها الذرات، في الجزيئات نتيجة وجود اختلاف في الكهرسلبية، بين الذرات المترابطة. ويعبر عنها رياضياً عند قياس الشحنة الكهربائية، بأنها ليست ذات عدد رياضي صحيح، ويرمز لها بالحرف الإغريقي دلتا δ، إما +δ أو -δ.
في الروابط التساهمية مثلاً يؤدي اختلاف كهرسلبية الذرات المشكّلة للرابطة إلى عدم توزع إلكترونات الرابطة بالتساوي، مما يؤدي إلى حدوث قطبية كيميائية حيث أن العنصر الأكثر كهرسلبية يسحب إلكترونات الرابطة بشكل أقرب إليه من العنصر الأقل كهرسلبية، بالتالي تتكون الشحنة الجزئية الموجبة والسالبة.
للتوضيح نضرب مثلاً جزيء الماء H2O، فهو يتكون من ذرة أكسجين وذرتي هيدروجين. إن الرابطة O-H هي رابطة تساهمية بين ذرتين تختلفان في الكهرسلبية، حيث أنها للأكسجين أكبر منها للهيدروجين، وبالتالي يحمل الأكسجين شحنة جزئية سالبة -δ، في حين أن الهيدروجين له شحنة جزئية موجبة +δ.
كلما ارتفع الفرق في الكهرسلبية بين العناصر المرتبطة مع بعضها (ΔEN)، كلما ارتفع مقدار القطبية الكهربائية في الجزيء، وبالتالي تكون الشحنة الجزئية أكبر.

## المفهوم الرياضي
يمكن التعبير رياضياً عن الشحنة الجزئية للذرات في جزيء XY بالعلاقة الرياضية التالية:
{\displaystyle S_{X}=G_{X}-N_{X}-B_{X}\cdot {\frac {\chi _{X}}{\chi _{X}+\chi _{Y}}}}
حيث :
- {\displaystyle G_{X}} هو رقم المجموعة في الجدول الدوري للعنصر {\displaystyle X}
- {\displaystyle N_{X}} هو عدد الإلكترونات غير المشتركة في الرابطة بالنسبة للعنصر {\displaystyle X}
- {\displaystyle B_{X}} هو عدد الإلكترونات المشتركة في الرابطة بالنسبة للعنصر {\displaystyle X}
- {\displaystyle \chi _{X}} كهرسلبية العنصر {\displaystyle X}
- {\displaystyle \chi _{Y}} كهرسلبية العنصر {\displaystyle Y}

على سبيل المثال، فإن القيمة الرياضية للشحنة الجزئية في جزيء HF:
{\displaystyle S_{F}=-0.29} و {\displaystyle S_{H}=0.29} ؛ بالتالي للفلور F شحنة جزئية سالبة، وللهيدروجين H شحنة جزئية موجبة.